# Nordische Skiweltmeisterschaften 1927/Teilnehmer (Österreich)
| Goldmedaillen | Silbermedaillen | Bronzemedaillen |
| ------------- | --------------- | --------------- |
| —             | —               | —               |

Österreich nahm an den Nordischen Skiweltmeisterschaften 1927 in Cortina d’Ampezzo offiziell mit einer Delegation von 3 Athleten teil, die dem Allgemeinen Österreichischen Skiverband angehörten.
Die Vertreter Österreichs erreichten als beste Platzierung einen 26. Platz in der Nordischen Kombination durch den Wiener Hans Rattay.

## Die Teilnehmer des AÖSV und ihre Ergebnisse
Der AÖSV, als bekennender Gegner der Einführung des Arierparagraphen, wurde im Vorjahr vom Internationalen Skiverband offiziell als Vollmitglied aufgenommen und bekam für Österreich das alleinige Recht zugesprochen, Sportler zu internationalen Veranstaltungen zu entsenden. Nachdem der Österreichische Skiverband die Einführung des obgenannten Paragraphen beschlossen hatte, verließ eine größere Anzahl an Sportlern und teilweise sogar ganze Vereine den Verband. Nur wenige dieser Skiläufer schlossen sich allerdings dem AÖSV an, weshalb dieser nicht über die nötige sportliche Stärke verfügte. Die meisten der ausgetretenen ÖSV-Läufer blieben vorübergehend verbandslos und hatten deswegen keine Möglichkeit, an den internationalen Rennen teilzunehmen.
| Sportler              | Verein               | Skilanglauf 18 km | Skilanglauf 50 km | Skispringen K-50 | Nordische Kombination |
| --------------------- | -------------------- | ----------------- | ----------------- | ---------------- | --------------------- |
| Engelbert Geyschläger | Ö.T.C. Wien          | ?                 | –                 | –                | 28.                   |
| János Pálffy          | Ö.T.C Wien           | 68.               | –                 | –                | –                     |
| Hans Rattay           | Skisektion Wiener AC | 54.               | –                 | 34.              | 26.                   |

## Die Teilnehmer des ÖSV und ihre Ergebnisse
Der Österreichische Skiverband (ÖSV) war 1926 aus der FIS ausgetreten, als diese sich gegen die Aufnahme des besagten Paragraphen entschied. Der ÖSV ließ zwei Vertreter durch den Deutschen Skiverband für die Rennen in Cortina melden, was den geltenden Regeln widersprach und zu einem Startverbot für die betroffenen Sportler geführt hätte. Auf Antrag des Gastgeberlandes Italien wurde im Sinne des Sportes entschieden. Die Vertreter des ÖSV durften an den Wettbewerben teilnehmen, ihre Ergebnisse wurden, da sie vom DSV gemeldet worden waren, aber auch für diesen gewertet.
| Sportler      | Verein            | Skilanglauf 18 km | Skilanglauf 50 km | Skispringen K-50 | Nordische Kombination |
| ------------- | ----------------- | ----------------- | ----------------- | ---------------- | --------------------- |
| Hugo Hörtnagl | Skiklub Innsbruck | 14.               | –                 | 11.              | 5.                    |
| Rudolf Neyer  | Skiclub Bregenz   | 36.               | –                 | 8.               | 17.                   |